# Frente del Vóljov
El Frente del Vóljov (en ruso: Волховский фронт) fue una formación importante del Ejército Rojo durante el primer período de la Segunda Guerra Mundial. Se formó como una conveniencia de un intento temprano de detener el avance del Grupo de Ejércitos Norte de la Wehrmacht en su camino ofensivo hacia Leningrado. Inicialmente, el frente operaba al sur de Leningrado, con su flanco norte en el lago de Ládoga

## Primera formación

### Historial de Combate
El Frente del Vóljov se formó el 17 de diciembre de 1941 a partir del ala izquierda del Frente de Leningrado y elementos de la Reserva del Alto Mando Supremo (Reserva Stavka) durante la realización de la Ofensiva de Tijvin bajo el mando del general de ejército Kiril Meretskov, con el mayor general Grigori Stelmakh (ex comandante del 4.º Ejército) como Jefe de Estado Mayor y el comisario de ejército de 1.er rango Aleksandr Zaporozhets de Comisario del Ejército (comisario político).
Inicialmente, el 26.º Ejército del teniente general Grigori Sokolov (más tarde renombrado 2.° Ejército de Choque) y el 59.º Ejércitos de Iván Galanin se asignaron a la formación del Frente. El Frente también incluía al 4.º Ejército de Meretskov, y al 52.º Ejército del teniente general Nikolái Klykov. El apoyo aéreo del frente corría a cargo del 14 ° Ejército Aéreo del mayor general Iván Zhuravlev. El 8.º Ejército que se formó a principios de enero también se agregó al frente. Inicialmente, el frente tenía que defender un sector de 250 km al este de Leningrado, a lo largo de la orilla oriental del río Vóljov. Las formaciones vecinas del Frente eran el 54.º Ejército del Frente de Leningrado (más tarde incorporado al Frente del Vóljov) y el 11.º Ejército del Frente del Noroeste.
Hasta el 23 de abril de 1942, momento en que fue disuelto, el Frente del Vóljov participó en las siguientes operacionesː
- Ofensiva de Tijvin (16 de octubre - 31 de diciembre de 1941)
- Ofensiva de Liubán  (7 de enero - 30 de abril de 1942)
- La operación para liberar del cerco al 2.° Ejército de Choque (13 de mayo - 10 de julio de 1942)

### Composición
A 1 de enero de 1942 , el Frente del Vóljov se encontraba bajo el mando del general del ejército Kiril Meretskov e incluía las siguientes unidadesː

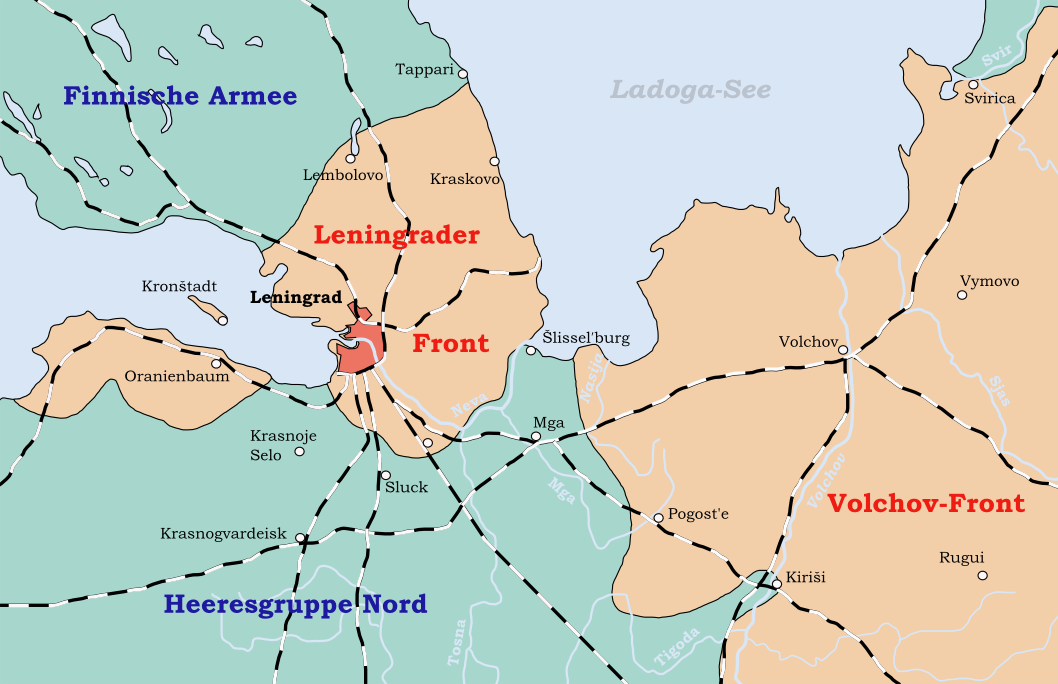
Posición de los frentes Vóljov (derecha, rojo) y Leningrado en el período de mayo de 1942 a enero de 1943.

- 2.° Ejército de Choque, comandanteː teniente general Andréi Vlásov;
- 4.º Ejército, comandanteː mayor general Piotr Ivanov;[5]
- 52.º Ejército, comandanteː teniente general Vsévolod Yákovlev;[6]
- 59.° Ejército, comandanteː mayor general (ascendido a teniente general en noviembre de 1942) Iván Korovnikov;[7]
- 8.º Ejército, comandanteː mayor general Aleksandr Sujomlin;[8]
- 14.° Ejército Aéreo, comandanteː mayor general de aviación Iván Zhuravlev;[9]
- Unidades de apoyo

### Mando
Comandanteː
- General del ejército Kiril Meretskov

Miembro del Consejo Militar:
- Comisario del ejército de 1.er rango Aleksandr Zaporozhets;[10]

Jefe de Estado Mayor:
- Kombrig, desde el 28-12-1941 mayor general Grigori Stelmaj[11]

El 23 de abril de 1942, el frente se disolvió y se transformó en el "Grupo de Fuerzas Vóljov" ("Grupo de Fuerzas de la Dirección Vóljov") integrado en el Frente de Leningrado.

## Segunda formación

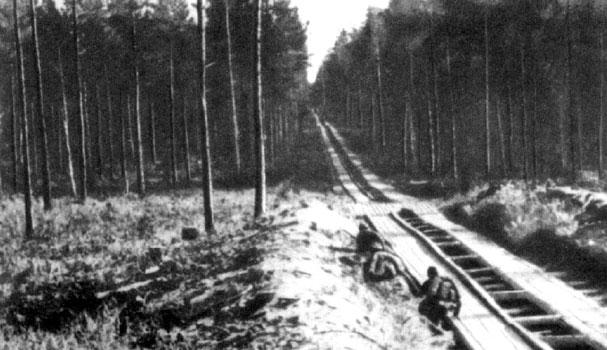
Una carretera del frente del Vóljov, cerca del lago de Ládoga.

### Historial de combate
El Frente fue reactivado el 9 de junio de 1942 a partir de las formaciones del Grupo Operacional Vóljov del Frente de Leningrado y sirvió hasta el 15 de febrero de 1944, participando en batallas durante el Sitio de Leningrado y tomando parte en otras operaciones que incluyen:
- Ofensiva de Siniávino (19 de agosto - 10 de octubre de 1942)
- Operación Chispa  (12 - 30 de enero de 1943)
- Operación Estrella Polar (10 de febrero - 1 de abril de 1943)
- Ofensiva de Mga (22 de julio - 25 de septiembre de 1943)
- Ofensiva Leningrado-Nóvgorod (14 de enero - 1 de marzo de 1944)

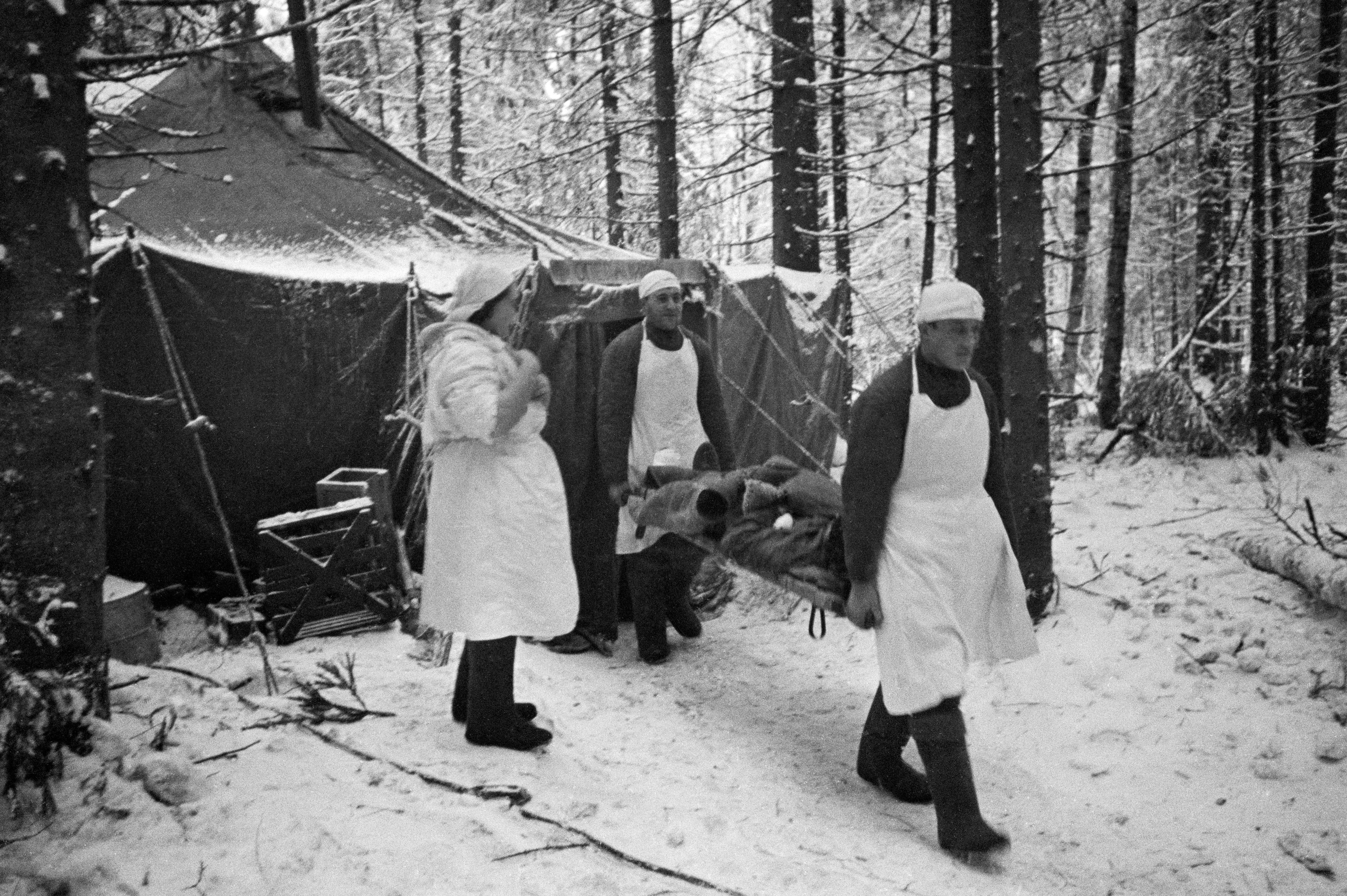
Hospital de campaña soviético en el frente de Vóljov, enero de 1943

Del 19 de agosto al 10 de octubre de 1942, el Frente del Vóljov participó en la ofensiva de Siniávino cuyo objetivo principal era establecer una ruta de suministro segura al sur del Lago de Ládoga. La ofensiva fue lanzada el 19 de agosto de 1942 por las tropas del Frente de Leningrado, seguida el 27 de agosto por la principal ofensiva del Frente del Vóljov. A partir del 28 de agosto, los alemanes trasladaron sus fuerzas previstas para la operación Nordlicht con el fin de oponerse al avance soviético. Los contraataques alemanes fallan, pero las fuerzas soviéticas son incapaces de avanzar más. El 21 de septiembre, después de cinco días de intensos combates, las tropas alemanas se unieron y cortaron el saliente formado por la ofensiva soviética. Para el 10 de octubre, la línea del frente regresó a la posición de antes de la ofensiva.
Del 12 al 30 de enero de 1943, participó en la operación Chispa cuyo objetivo principal era levantar el sitio de Leningrado. La operación fue realizada por el Frente de Leningrado en cooperación con el Frente del Vóljov y la Flota del Báltico con el objetivo de crear una conexión terrestre con Leningrado. Las fuerzas soviéticas se unieron el 18 de enero y el 22 de enero la línea del frente se había estabilizado. La operación abrió con éxito un corredor terrestre de ocho a diez kilómetros de ancho hasta la ciudad. Se construyó rápidamente un ferrocarril ligero (véase Camino de la Victoria) a través del corredor recién liberado que permitió que llegaran más suministros a la ciudad que a través del Camino de la Vida, reduciendo significativamente la posibilidad de captura de la ciudad y cualquier vínculo entre las tropas de Alemania y de Finlandia. En el curso de esta ofensiva las tropas del Frente del Vójov capturaron, casi intacto, un Panzer VI Tiger, el cual fue posteriormente evacuado a Moscú para su estudio y evaluación.

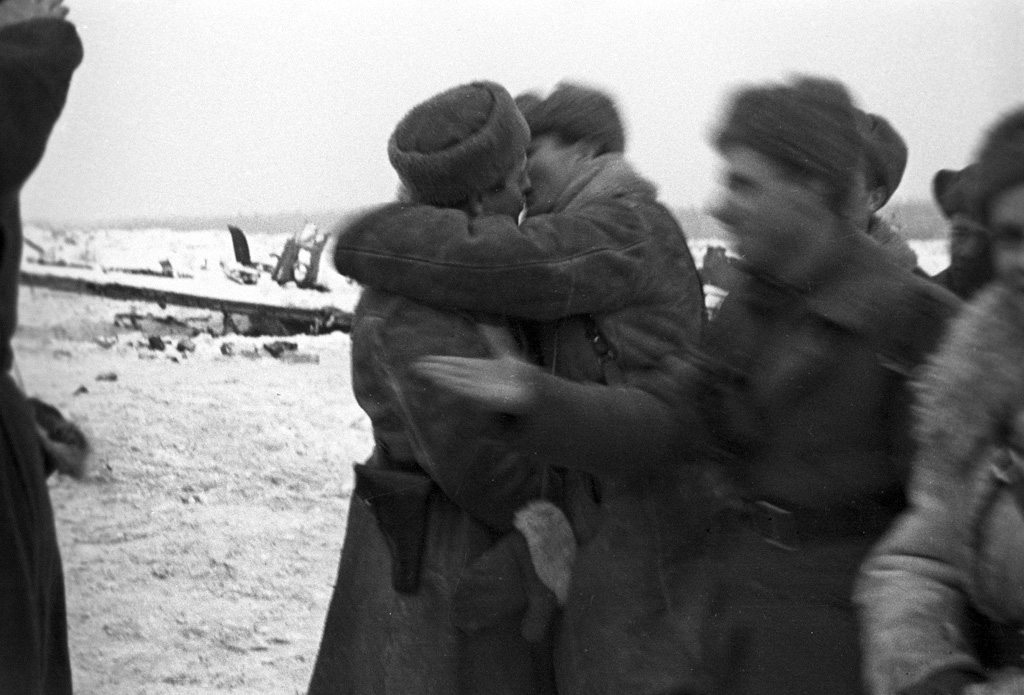
Unión de los frentes de Leningrado y Vóljov cerca del asentamiento de trabajadores n.º 5 durante la operación Chispa que permitió construir una línea de suministros entre Leningrado y el resto de la Unión Soviética

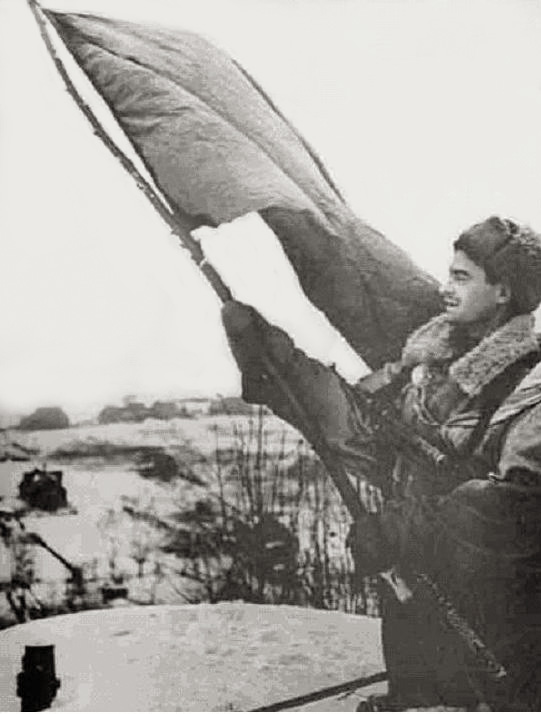
Soldados soviéticos ondean la bandera roja tras liberar Leningrado. 19 de enero de 1944.

Después del éxito parcial de la Operación Chispa, el  Cuartel General del Alto Mando Supremo (Stavka) decidió lanzar una operación a gran escala, con el nombre en código de «Estrella Polar», cuyo objetivo último era derrotar al Grupo de Ejércitos Norte alemán y la liberación completa de la Óblast de Leningrado. El ataque iba a ser realizado por el Frente del Vóljov, el Frente de Leningrado y el Frente del Noroeste. La operación Estrella Polar fue un costoso fracaso, no se consiguió ninguno de los objetivos propuestos.
A principios de 1944, el Frente del Vóljov tomó parte en la exitosa Ofensiva de Leningrado-Nóvgorod que supuso el levantamiento total del sitio de Leningrado y, junto con el Frente de Leningrado, expulsó al Grupo de Ejércitos Norte alemán a 220-280 kilómetros de Leningrado y 180 kilómetros al sur del lago Ilmen, liberaron casi por completo la región de Leningrado, la parte occidental de la región de Kalinin (actual Tver) y entraron en territorio de Estonia. El 15 de febrero de 1944, la Stavka disolvió el Frente del Vóljov dividiendo sus fuerzas entre el Frente de Leningrado (comandante Leonid Góvorov) y el Segundo Frente Báltico (comandante Markián Popov).
En los apenas cuatro años de intensos combates en los que operó el Frente del Vóljov, este sufrió unas bajas estimadas de 298 623 muertos, prisioneros o desaparecidos y 667 234 heridos o enfermos, para un total de bajas de 965 857 soldados y oficiales.

### Composición
A 1 de enero de 1943, el Frente del Vóljov se encontraba bajo el mando del general del ejército Kiril Meretskov e incluía las siguientes unidades
- 2.º Ejército de Choque, comandante teniente general Vladímir Romanovski.
- 4.º Ejército, comandanteː teniente general  Nikolái Gúsev.[17]
- 8.º Ejército, comandanteːteniente general Filipp Stárikov.
- 52.º Ejército, comandanteː teniente general Vsévolod Yákovlev.[6]
- 54.° Ejército, comandanteː teniente general Aleksandr Sujomlin.[8]
- 59.° Ejército, comandanteː teniente general Iván Korovnikov;[7]
- 14.° Fuerza Aérea, comandanteː mayor general de aviación Iván Zhuravlev.[9]
- Unidades de apoyo

A 1 de enero de 1944, el Frente del Vóljov se encontraba bajo el mando del general de ejército Kiril Meretskov e incluía las siguientes unidades
- 8.º Ejército, comandanteː teniente general Filipp Stárikov
- 54.° Ejército, comandanteː teniente general Serguéi Roginski.[18]
- 59.° Ejército, comandanteː teniente general Iván Korovnikov.[7]
- 14.° Fuerza Aérea, comandanteː teniente general de aviación Iván Zhuravlev.[9]
- Unidades de apoyo

### Mando
Comandanteː
- General de ejército Kiril Meretskov

Miembros del Consejo Militar:
- Comisario de ejército de 1.er rango, el 8 de octubre de 1942 degradado a comisario de cuerpo, Aleksandr Zaporozhets (del 6 al 8 de octubre de 1942);[19]
- Comisario de cuerpo, a partir del 6 de diciembre de 1942, teniente general Lev Mejlis (del 8 de octubre de 1942 al 17 de abril de 1943);
- Mayor general, desde el 24 de agosto de 1943 teniente general Terenti Shtykov (del 17 de abril de 1943 al 15 de febrero de 1944)[20]

Jefes de Estado Mayor:
- Mayor general Grigori Stelmaj (del 9 de junio al 5 de octubre de 1942);[21]
- Teniente general Mijaíl Sharojin (del 5 de octubre de 1942 al 25 de junio de 1943);[22]
- Mayor general, desde el 26 de septiembre de 1943, teniente general Fedor Ozerov (del 25 de junio de 1943 al 15 de febrero de 1944)[11]